# Biosatellite 3
Biosatellite 3 (también conocido como Biosatellite-C) fue un satélite artificial de la NASA lanzado el 29 de junio de 1969 mediante un cohete Delta desde Cabo Cañaveral. Regresó a tierra el 7 de julio de 1969.

## Objetivos
Biosatellite 3 fue lanzado para estudiar los efectos de la microgravedad en el macaco de 6 kg de peso que viajaba a bordo, y que fue apodado Bonnie.
La intención era realizar una misión de 30 días de duración, pero se hizo reentrar la cápsula biológica a los 8,8 días debido al deterioro en la salud del macaco.